# Distretto di Pocollay
Il distretto di Pocollay è un distretto del Perù, facente parte della provincia di Tacna, nella regione di Tacna.